# Buffalo Grill
Buffalo Grill è una catena della ristorazione francese, specializzata nella carne. I ristoranti della catena sono posizionati nelle periferie delle città per poter beneficiare dei grossi spazi al fine di ricreare un ambiente originale e vicino a un'arteria stradale per facilitare l'accesso alla clientela.
Lo stile interno dei ristoranti Buffalo Grill è ispirato alle grandi Steak House americane e gli arredi sono quelli del vecchio west.
Dopo l'apertura del primo locale nel 1980 ad Avrainville (a sud di Parigi), lo sviluppo è stato rapido:
- 38 ristoranti nel 1990;
- 130 ristoranti nel 1995;
- 216 ristoranti nel 2000

per raggiungere la quota odierna di 360 ristoranti in tutta Europa.
Buffalo Grill si è diffuso anche al di fuori del paese transalpino in Spagna, in Belgio, in Svizzera e nel Lussemburgo con la formula franchising.
Da azienda a conduzione familiare, nel 1999 il titolo è stato introdotto in Borsa.
È l'azienda leader in Francia per il segmento carni/grill con il 44% di porzione del mercato, i ristoranti Buffalo Grill servono più di 31 milioni di pasti all'anno.